# HMS Venus (1758)
Pour les autres navires du même nom, voir HMS Venus.
Le  HMS Venus, renommée Heroine en 1809, est une frégate de cinquième rang de 36 canons, de la classe Venus (en), construite pour la Royal Navy par les chantiers de Liverpool et lancée le 11 mars 1758. Elle sert pendant plus d’un demi-siècle jusqu’en 1809, même après sa réduction à 32 canons en 1792.

## Histoire

### La guerre de Sept Ans (1756 - 1763)
Le 18 mai 1759, le HMS Venus, aux côtés du HMS Thames et du HMS Chatham, prend en chasse la frégate française Arethuse, à proximité de la baie d'Audierne. Après deux heures de poursuite, l’Arethuse perd ses mâts principaux et est rejointe. Le Thames et la Venus engagent alors un tir nourri qui provoque 60 morts à bord du bateau français, avant sa reddition. L’Arethuse est alors intégrée à la Royal Navy comme frégate de 5e rang sous le nom de HMS Arethusa.
La frégate participe à la bataille des Cardinaux le 20 novembre 1759 sous les ordres de Thomas Harrison.

### Les guerres napoléoniennes (1803 - 1815)
Le 10 juillet 1805, le HMS Venus rencontre le brick Hirondelle, un corsaire français. Après une poursuite de 65 milles, durant laquelle l'Hirondelle s’allège de deux de ses canons de 6 livres en les passant par-dessus bord, le HMS Venus capture sa proie.
Le 18 janvier 1807, la frégate capture le corsaire français Déterminée en provenance de la Guadeloupe, après une poursuite de 16 heures. Le brick corsaire est ensuite rebaptisé HMS Netley (en).
Le HMS Venus est renommé Heroine en 1809. Il a pour commandant Christian Hood Hanway (en) de mars à novembre de cette même année.
La frégate, qui a été réduite à 32 canons en 1792, participe au siège de Flessingue durant l’expédition de Walcheren (30 juillet - 10 décembre 1809). Durant ce siège, l’Heroine fait partie de l’escadre commandée par William Stuart. Le 11 août, alors que l’escadre vogue à proximité de l’estuaire de l’Escaut, elle essuie des tirs des batteries de Flessingue et de Cadzand, occasionnant deux blessés à bord de l’Heroine.

### Fin de carrière
L'Heroine est affectée à un service portuaire à partir de 1817 et vendue le 22 septembre 1828 pour être démolie.